# Oedelsheim
Oedelsheim ist ein Ortsteil der Gemeinde Wesertal im nordhessischen Landkreis Kassel. 

## Geografie
Oedelsheim liegt im südlichen Weserbergland am rechten östlichen Ufer der Oberweser, zu Füßen der bewaldeten Südabdachung des Höhenzugs Kiffing, einem Teil des Kuppigen Solling. Jenseits des Flusses erhebt sich der waldreiche Reinhardswald und nördlich von diesem der Solling. Die Gemarkung Oedelsheim hat eine Fläche von 572,48 Hektar und trägt die Nummer 061563; sie wird landseitig im Norden, Osten und Süden, und damit vollständig, von dem 1759,75 Hektar großen Waldgebiet der langgestreckten Gemarkung Oberförsterei Oedelsheim umrahmt. 
Oedelsheim befindet sich etwa 3 km östlich von Gieselwerder (einem der Verwaltungsstandorte der Gemeinde Wesertal), 8 km südwestlich der Kleinstadt Uslar, 22 km westlich von Göttingen und 30 km nördlich von Kassel (alle Angaben Luftlinie).

## Geschichte

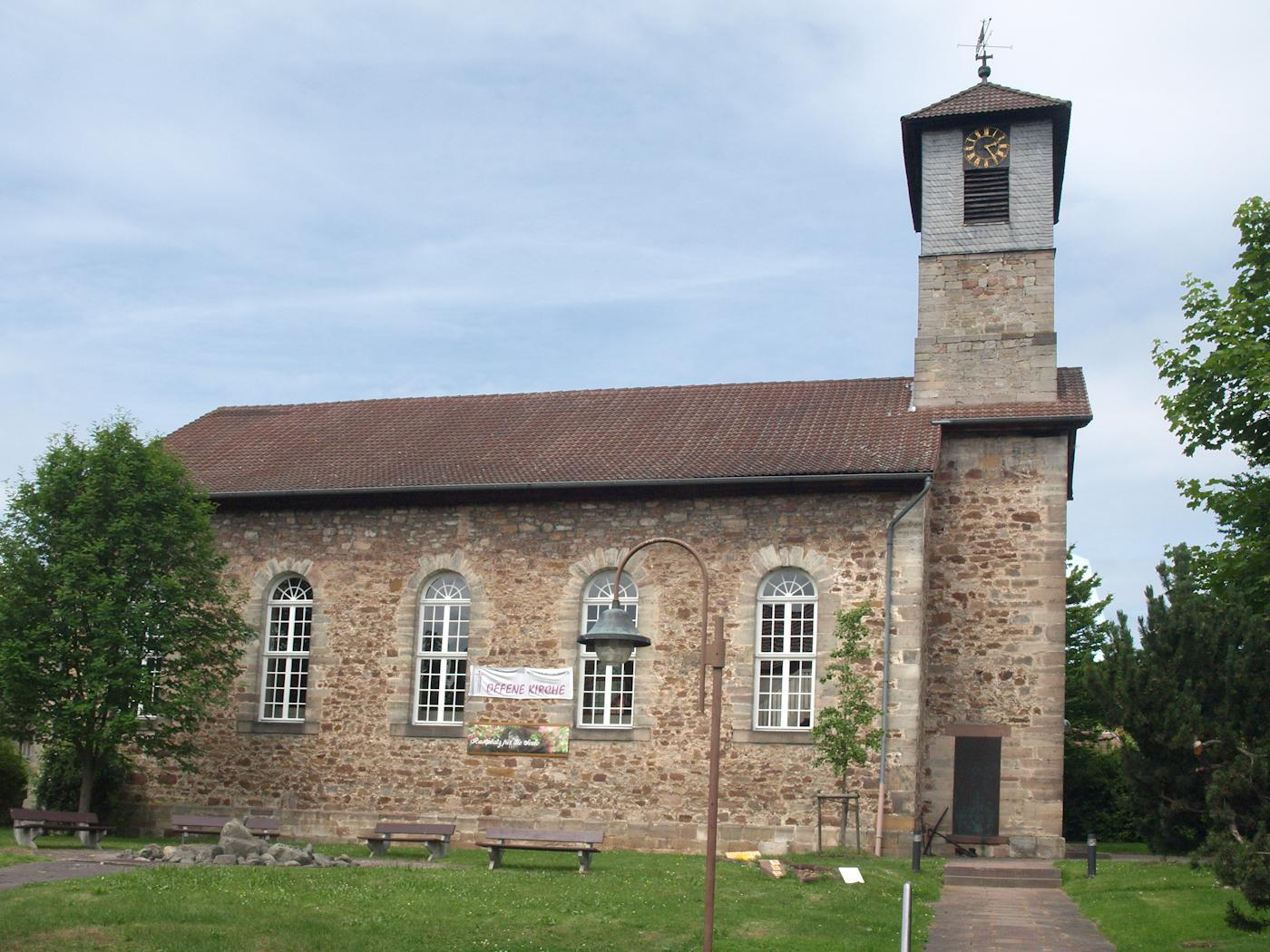
Martinskirche Oedelsheim

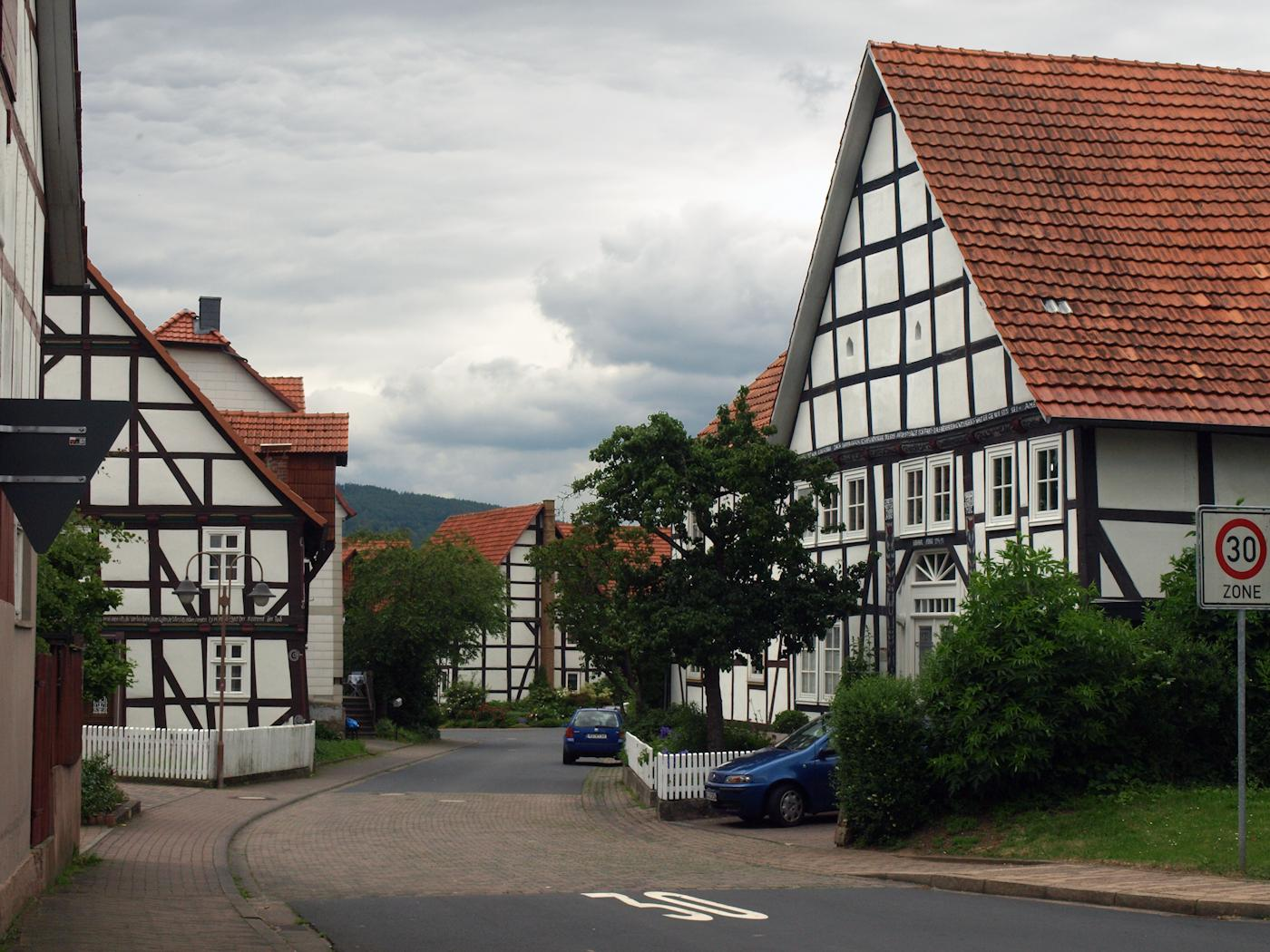
Fachwerkhäuser an der Kampstraße

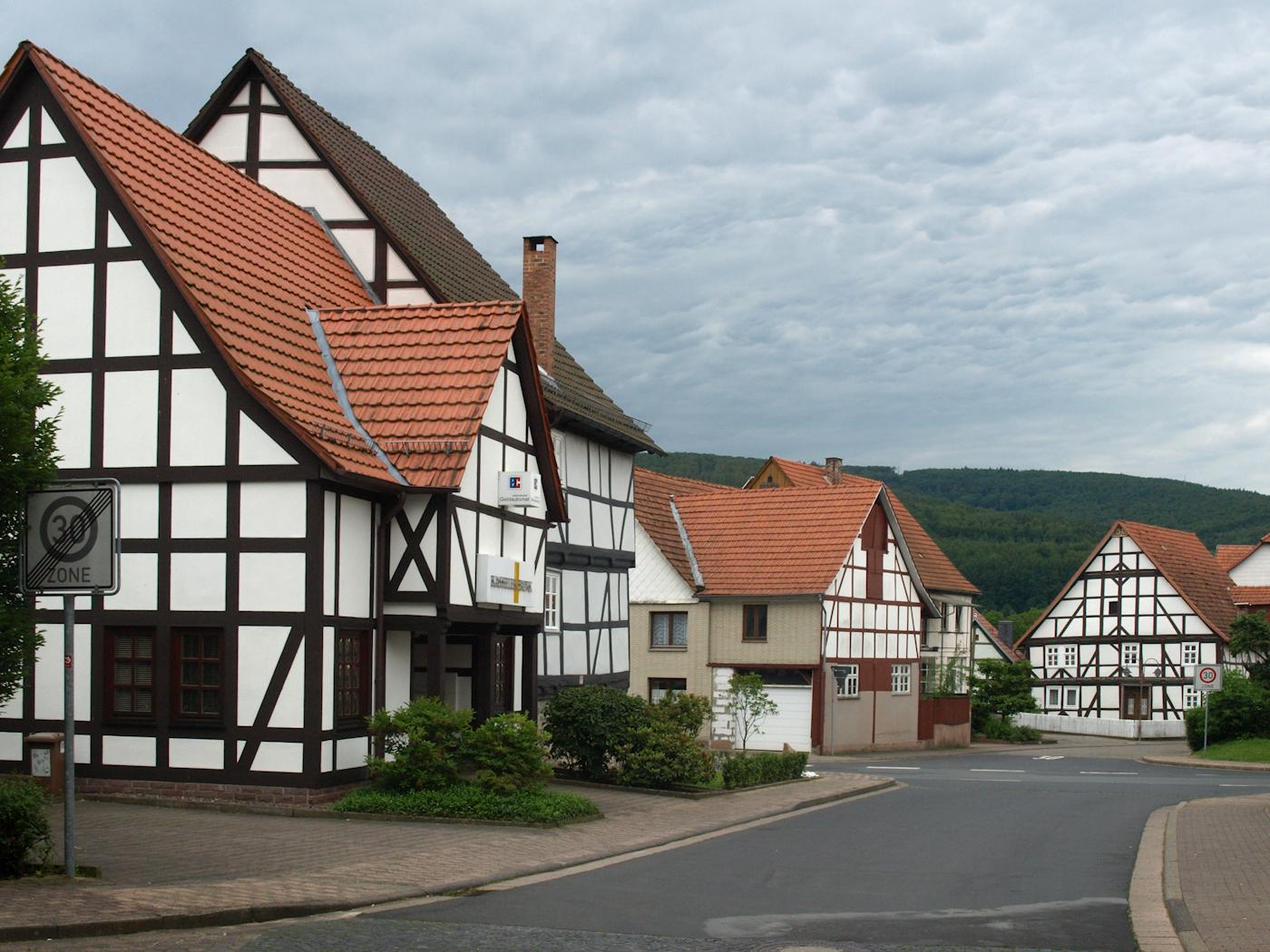
Fachwerkhäuser an der Oberdorfstraße

### Ortsgeschichte
Die älteste bekannte Erwähnung des Ortes unter dem Namen Othelesheim datiert um das Jahr 1078. Der Ort dürfte aber schon deutlich älter sein.
Es wird vermutet, dass ein Vorgängerbau der Martinskirche in Oedelsheim schon um das Jahr 1000 erbaut wurde. Bis zur Reformation war sie Sedeskirche im Archidiakonat Nörten; das Martinspatrozinium des Vorgängerbaus der evangelischen Martinskirche verweist wie an anderen Orten darauf.
Die heutige evangelische Kirche wurde 1829/30 vermutlich von dem kurhessischen Baubeamten Daniel Engelhard als Saalbau mit fünf Fensterachsen und geschlossener Apsis im Westen und Zugang durch den Turm im Osten errichtet. Aus dem Vorgängerbau wurde ein mittelalterlicher Taufstein übernommen.
Hessische Gebietsreformen seit 1970
Im Zuge der Gebietsreform in Hessen fusionierten zum 1. Februar 1971 die bis dahin selbständigen Gemeinden Arenborn, Gewissenruh, Gieselwerder, Gottstreu und Oedelsheim freiwillig zur neuen Gemeinde Oberweser. Sitz der Gemeindeverwaltung wurde Gieselwerder. Am 1. August 1972 kam noch kraft Landesgesetz Heisebeck hinzu. Zum 1. Januar 2020 fusionierten die Gemeinden Oberweser und Wahlsburg zur neuen Gemeinde Wesertal. Der Ortsbezirk Oedelsheim blieb weiter bestehen.

### Verwaltungsgeschichte im Überblick
Die folgende Liste zeigt die Staaten und Verwaltungseinheiten, denen Oedelsheim angehört(e):
- bis 1567: Heiliges Römisches Reich, Landgrafschaft Hessen, Amt Sababurg
- 1567–1806 Heiliges Römisches Reich, Landgrafschaft Hessen-Kassel, Amt Sababurg
- ab 1806: Landgrafschaft Hessen-Kassel, Amt Sababurg
- ab 1807–1813: Königreich Westphalen, Departement der Fulda, Distrikt Kassel, Kanton  Bodenfelde
- ab 1815: Kurfürstentum Hessen, Amt Sababurg[9]
- ab 1821/22: Kurfürstentum Hessen, Provinz Niederhessen, Kreis Hofgeismar[10][Anm. 2]
- ab 1848: Kurfürstentum Hessen, Bezirk Kassel
- ab 1851: Kurfürstentum Hessen, Provinz Niederhessen, Kreis Hofgeismar
- ab 1867: Königreich Preußen, Provinz Hessen-Nassau, Regierungsbezirk Kassel, Kreis Hofgeismar
- ab 1871: Deutsches Reich, Königreich Preußen, Provinz Hessen-Nassau, Regierungsbezirk Kassel, Kreis Hofgeismar
- ab 1918: Deutsches Reich, Freistaat Preußen, Provinz Hessen-Nassau, Regierungsbezirk Kassel, Kreis Hofgeismar
- ab 1944: Deutsches Reich, Freistaat Preußen, Provinz Kurhessen, Landkreis Hofgeismar
- ab 1945: Amerikanische Besatzungszone, Groß-Hessen, Regierungsbezirk Kassel, Landkreis Hofgeismar
- ab 1946: Amerikanische Besatzungszone, Hessen, Regierungsbezirk Kassel, Landkreis Hofgeismar
- ab 1949: Bundesrepublik Deutschland, Hessen, Regierungsbezirk Kassel, Landkreis Hofgeismar
- ab 1971: Bundesrepublik Deutschland, Land Hessen, Regierungsbezirk Kassel, Landkreis Hofgeismar, Gemeinde Oberweser[Anm. 3]
- ab 1972: Bundesrepublik Deutschland, Land Hessen, Regierungsbezirk Kassel, Landkreis Kassel, Gemeinde Oberweser
- ab 2020: Bundesrepublik Deutschland, Land Hessen, Regierungsbezirk Kassel, Landkreis Kassel, Gemeinde Wesertal[Anm. 4]

## Bevölkerung

### Einwohnerstruktur 2011
Nach den Erhebungen des Zensus 2011 lebten am Stichtag dem 9. Mai 2011 in Oedelsheim 927 Einwohner. Darunter waren 9 (1,0 %) Ausländer.
Nach dem Lebensalter waren 180 Einwohner unter 18 Jahren, 348 zwischen 18 und 49, 192 zwischen 50 und 64 und 207 Einwohner waren älter. Die Einwohner lebten in 398 Haushalten. Davon waren 84 Singlehaushalte, 114 Paare ohne Kinder und 138 Paare mit Kindern, sowie 48 Alleinerziehende und 12 Wohngemeinschaften. In 48 Haushalten lebten ausschließlich Senioren und in 12 Haushaltungen lebten keine Senioren.

### Einwohnerentwicklung
Quelle: Historisches Ortslexikon
- 1551: 40 zinsbare Häuser
- 1585: 77 Haushaltungen
- 1747: 144 Haushaltungen

| Oedelsheim: Einwohnerzahlen von 1834 bis 2020 | Oedelsheim: Einwohnerzahlen von 1834 bis 2020 | Oedelsheim: Einwohnerzahlen von 1834 bis 2020 | Oedelsheim: Einwohnerzahlen von 1834 bis 2020 | Oedelsheim: Einwohnerzahlen von 1834 bis 2020 |
| --- | --------------------------------------------- | --------------------------------------------- | --------------------------------------------- | --------------------------------------------- |
| Jahr |                                               |                                               |                                               | Einwohner                                     |
| 1834 | 1834                                          |                                               | 906                                           | 906                                           |
| 1840 | 1840                                          |                                               | 934                                           | 934                                           |
| 1846 | 1846                                          |                                               | 874                                           | 874                                           |
| 1852 | 1852                                          |                                               | 847                                           | 847                                           |
| 1858 | 1858                                          |                                               | 797                                           | 797                                           |
| 1864 | 1864                                          |                                               | 844                                           | 844                                           |
| 1871 | 1871                                          |                                               | 749                                           | 749                                           |
| 1875 | 1875                                          |                                               | 797                                           | 797                                           |
| 1885 | 1885                                          |                                               | 788                                           | 788                                           |
| 1895 | 1895                                          |                                               | 800                                           | 800                                           |
| 1905 | 1905                                          |                                               | 691                                           | 691                                           |
| 1910 | 1910                                          |                                               | 702                                           | 702                                           |
| 1925 | 1925                                          |                                               | 786                                           | 786                                           |
| 1939 | 1939                                          |                                               | 821                                           | 821                                           |
| 1946 | 1946                                          |                                               | 1.388                                         | 1.388                                         |
| 1950 | 1950                                          |                                               | 1.294                                         | 1.294                                         |
| 1956 | 1956                                          |                                               | 1.056                                         | 1.056                                         |
| 1961 | 1961                                          |                                               | 1.017                                         | 1.017                                         |
| 1967 | 1967                                          |                                               | 1.017                                         | 1.017                                         |
| 1970 | 1970                                          |                                               | 993                                           | 993                                           |
| 1980 | 1980                                          |                                               | ?                                             | ?                                             |
| 1990 | 1990                                          |                                               | ?                                             | ?                                             |
| 2000 | 2000                                          |                                               | ?                                             | ?                                             |
| 2011 | 2011                                          |                                               | 927                                           | 927                                           |
| 2020 | 2020                                          |                                               | 919                                           | 919                                           |
| Datenquelle: Historisches Gemeindeverzeichnis für Hessen: Die Bevölkerung der Gemeinden 1834 bis 1967. Wiesbaden: Hessisches Statistisches Landesamt, 1968. Weitere Quellen: LAGIS; Zensus 2011; Gemeinde Wesertal |                                               |                                               |                                               |                                               |

### Historische Religionszugehörigkeit
| • 1961: | 837 evangelische (= 82,30 %), 169 katholische (= 16,62 %) Einwohner |

### Persönlichkeiten
- Christoph Hering (* 1939 in Oedelsheim), Mathematiker, Professor an der Universität Tübingen

## Politik
Für Oedelsheim besteht ein Ortsbezirk (Gebiete der ehemaligen Gemeinde Oedelsheim) mit Ortsbeirat und Ortsvorsteher nach der Hessischen Gemeindeordnung. Der Ortsbeirat besteht aus acht Mitgliedern. Bei den Kommunalwahlen in Hessen 2021 wurden gewählt: zwei Mitglieder der SPD, ein Mitglied der CDU und fünf Mitglieder der „Freien Wählergemeinschat Oedelsheim“. Der Ortsbeirat wählte Martin Becker (SPD) zum Ortsvorsteher.

## Infrastruktur
Oedelsheim selbst ist über Landesstraßen zu erreichen. Am gegenüberliegenden linken Weserufer verläuft die Bundesstraße 80, mit der Oedelsheim durch eine Gierseilfähre direkt am Ort oder eine Brücke einige Kilometer weiter nordwestlich bei Gieselwerder verbunden ist. Bei Hann. Münden, Göttingen und Warburg befinden sich die nächsten Autobahnanschlussstellen an der A 7 bzw. A 44. 
Die nächsten Regionalbahnhöfe gibt es in Hann. Münden, Hofgeismar und Bodenfelde; ICE/IC-Züge halten in Kassel, Göttingen und Warburg, überregional bedeutende Flughäfen bei Hannover und Paderborn.

## Wirtschaft und Tourismus

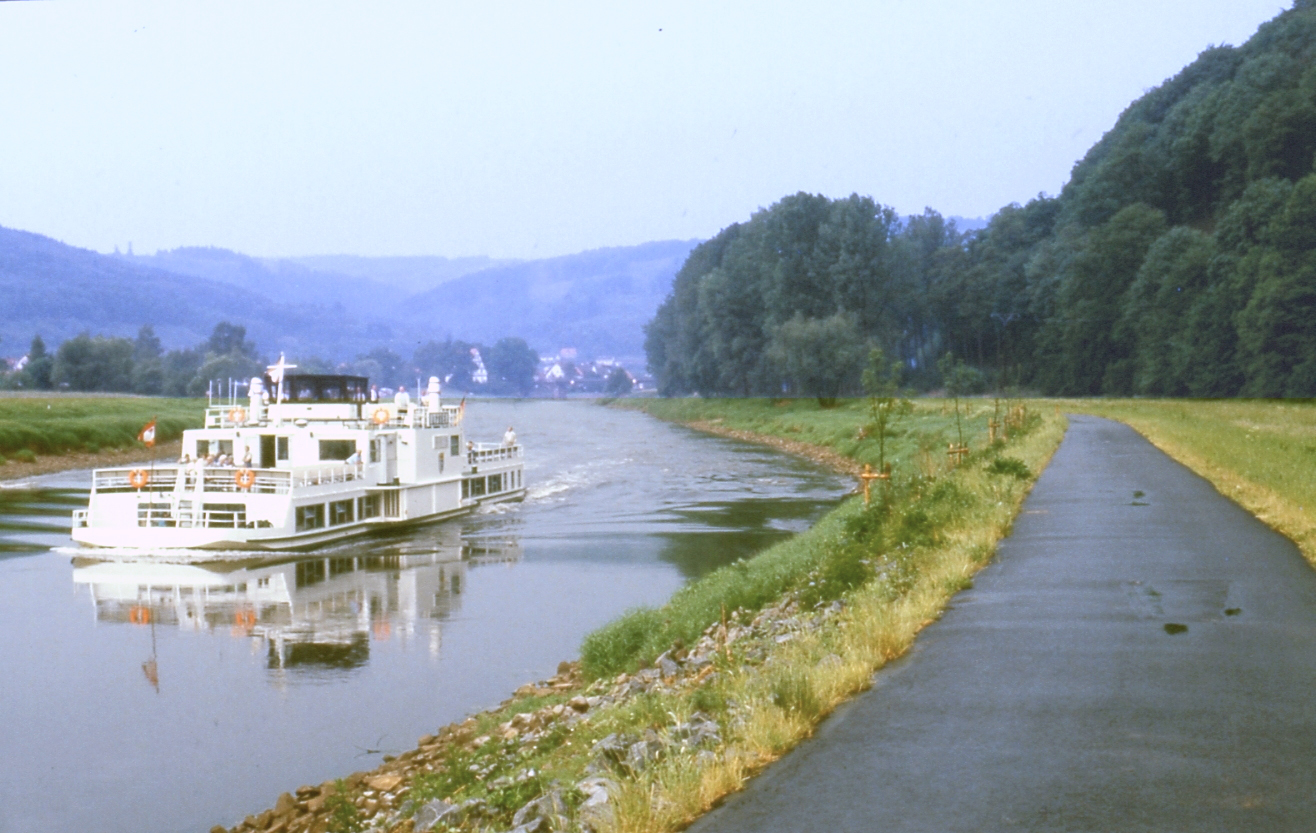
Weserradweg zwischen Oedelsheim und Gieselwerder

Der Erholungsort Oedelsheim besitzt eine Fabrik. Bis 2011 war der Ort staatlich anerkannter Luftkurort. Daneben sind nur kleinere Handwerksunternehmen und Geschäfte des täglichen Bedarfs vorhanden. Die Land- und Forstwirtschaft spielt nur noch eine untergeordnete Rolle. 
Heute ist der Tourismus ein nicht mehr zu vernachlässigender Wirtschaftsfaktor. Es gibt zahlreiche Übernachtungsmöglichkeiten in drei Hotels, mehreren Pensionen, Ferienwohnungen und einem Campingplatz. 
Im Ort befinden sich unter anderem etliche Fachwerkhäuser, ein Dorfmuseum, ein Hallenbad, eine Grillhütte und ein Kneippbecken. Die umliegende Gegend lädt zum Radfahren und Wandern ein. In der näheren Umgebung befinden sich zahlreiche Sehenswürdigkeiten wie die Burgen bzw. Burgruinen Saba-, Trendel-, Bram- und Krukenburg und die Städte Hann. Münden, Uslar und Kassel.